# Weidenfeld & Nicolson
Weidenfeld & Nicolson Ltd (fundada el 1948), sovint abreujada com W & N o Weidenfeld, és una editorial britànica de ficció i llibres de referència. Des de 1991 ha estat una divisió de Grup editorial Orion.

## Història
George Weidenfeld i Nigel Nicolson van fundar Weidenfeld & Nicolson el 1948 i entre altres llibres destacats van publicar Lolita (1959) de Vladímir Nabokov i Portrait of a Marriage (1973) de Nicolson, una biografia sincera de la seva mare, Vita Sackville-West i el seu pare, Harold Nicolson. En els seus primers anys, Weidenfeld també va publicar assajos d'Isaiah Berlin, Hugh Trevor-Roper, i Rose Macaulay, i novel·les de Mary McCarthy i Saul Bellow. Més tard va publicar títols de líders mundials i historiadors, juntament amb ficció contemporània i brillants llibres il·lustrats.
Weidenfeld va ser una de les primeres adquisicions del grup Orion després de la seva fundació el 1991, i va formar el nucli de la seva oferta. En aquella època els segells de Weidenfeld & Nicolson incloïen Phoenix, establert molt abans; i J. M. Dent, adquirit el 1988, i d'aquesta manera, la seva sèrie Everyman. Orion va ser adquirit, al seu torn, per Hachette Livre el 1998. Els drets en tapa dura de l'Everyman Library es van vendre l'any 1991, i sobreviuen com a propietat de Random House, les edicions de butxaca o en rústica d'Everyman Classics segueixen pertanyent a Orion.
A finals de l'any 2013, W & N va publicar l'edició britànica (i la filial d'Hachette Little, Brown and Company l'edició nord-americana) de I am Malala, les memòries de l'adolescent d'origen pakistanès Malala Yousafzai amb Christina Lamb. Malala Yousafzai és una activista per l'educació femenina, i guanyadora de el premi Nobel de la Pau el 2014.